# Fay Márton
Fay Márton (Bolkács, 1724. szeptembere – Sáros, 1786. március 13.) evangélikus lelkész.

## Élete
Atyja földművelő volt; 1740-ben a medgyesi gymnasiumban kezdte tanulását; honnét 1747-ben a hallei egyetemre ment és 1749-ben mint kántor és leányiskolai tanító a medgyesi evangélikus egyháznál szolgált, hol egyházi énekszerzéssel és egyházi dalok megzenésítésével is foglalkozott. 1757 júniusában segédlelkész lett a medgyesi templomnál; 1758. április 24. lelkész Sárosban.

## Munkái
A legjelentékenyebb gyüjtők egyike volt, kinek Erdély történetére vonatkozó eredetiekből és másolatokból álló oklevél-gyűjteménye 26 ívrét kötetre megy; és pedig Codex Privilegiorum (1223–1773.) 9 kötet, Codex epistolarum (1539–1699. számos oly darabok, melyeknek eredetije már nem találhatók föl); Codex Actorum Synodalium 1554–1779, négy kötet; Compendium actorum synodalium ab a. 1765–1770; Historia manuscripta ecclesiastico-politico-diplomatica, két kötet (Bevezetésül: G. Haner Historia ecclesiarum mspta in §-os redacta, auctorumque allegata post §-os collocata, multisque Privilegiis et aliis Documentis aucta et continuata per M. Fay usque 1703.); Codex Causarum sive Processuum decimalium, 685 lap; Historisch-diplomatischkritische Erörterung des dem Clero Sax. bebürdungsmässig aufgelegten und seit 1283–1784 innerhalb 499 ganzer Jahre beständig theils gedoppelt, theils gezwungen praenumerando abgetragenen, plenarie bezahlten Census cathedratici und anderer vielen Taxen, entworfen von M. Fay, 1784 den 21. April, 186 lap; másolatok négy kötetben (Graffius, Honter, Hermann Dávid, Ziegler és Haner munkái); Rudera Census S. Martini Saxonum Transsilvaniae praeprimis Fundi eorundem Regii historico critico diplomatica, exquisita et collecta, observationibusque, quoad fieri potuit, simul illustrata per M. Fay, 48 lap; Miscellanea két kötet (Az I. kötetben többi közt, F. munkái: Entwurf alles dessen, was in denen den Bolgatschern und Seidnern dienenden Privilegiis von 1448–1615 inclusive enthalten, punktweise herausgezogen und aus der siebenbürgischen Historie in etwas beleuchtet 1768. den 25. Nov.; a II. köt. Positiones tempore electionis novi Superintendentis 1778, 16. Martii in Synodati Congregatione publica ob controversiam de vocato Pastore Cibin. Dan. Filtsch in Pastorem Birthalbensem declinandam, tenendae ac necessario observandae generales historico ecclesiasticae… gen. Synodo propositae et conceptae; Jus educillationis Clero Saxonum Fundi regii eidem sine aliquo tributo aut censu alicui pendente sub nomenclatione immunitatis et emolumentorum annuorum competente adsertum… 1780 dieb. Aug.; De decimis Pastorum et Diaconorum Fundi Saxonum Regii ex propriis agris et vineis eorum proveniendis neque in integrum, neque in aliqua parte seu Quarta Fisco Regio nullibi adserta Observationes historico-diplomaticae d. 20. sequ. Decembr. 1782.